# Финал Мирового тура ATP 2017 — одиночный турнир
Григор Димитров — победитель турнира, обыгравший в финале Давида Гоффена.

## Посев
1. Рафаэль Надаль (Группа, отказ)[1]
2. Роджер Федерер (Полуфинал)
3. Александр Зверев (Группа)
4. Доминик Тим (Группа)
5. Марин Чилич (Группа)
6. Григор Димитров (Титул)
7. Давид Гоффен (Финал)
8. Джек Сок (Полуфинал)

## Запасные
| 1. Пабло Карреньо Буста (Заменил Надаля, Группа) | 1. Сэм Куэрри (Не использован) |

## Ход турнира

### Используемые сокращения
- Q (англ. qualifier, дословно — квалифицировавшийся) — победитель квалификационного турнира.
- WC (англ. wild card, уайлд-кард) — специальное приглашение от организаторов.
- LD (англ. last direct acceptance, последний прямой допуск) — игрок, находящийся последним в списке участников, попадающих напрямую в основную сетку.
- LL (англ. lucky loser, лаки-лузер) — игрок с наивысшим рейтингом из проигравших в финальном раунде квалификации, приглашённый в качестве замены поздно снявшегося игрока основной сетки.
- Rt (англ. retired, дословно — снявшийся) — отказ игрока от продолжения игры по ходу матча.
- W/O (англ. walkover, дословно — проход) — выигрыш на невыходе соперника на игру.
- SE (англ. special exempt) — специальный допуск. Используется для игроков, которые удачно сыграли на неделе, предшествовавшей турниру, и потому не могли участвовать в квалификации.
- SR (англ. special rating) — специальный рейтинг. Даётся игроку, получившему травму и выбывшему из тура не менее чем на 6 месяцев и до двух лет. В этом случае его рейтинг на время лечения травмы «замораживается» и затем после возвращения, он имеет право заявляться на несколько турниров (определяется регламентом тура), чтобы попадать на турниры своего уровня.
- PR (англ. protected ranking, дословно — защищённый рейтинг). Используется для допуска в турнир игроков, пропустивших долгое время из-за травмы и опустившихся в рейтинге.
- ALT (англ. alternate) — альтернативный игрок в сетке (замена кого-то из поздно снявшихся с турнира).
- S (англ. suspended, дословно — отложен) — матч приостановлен из-за дождя или темноты.
- D (англ. defaulted) — один из спортсменов снят с турнира за неспортивное поведение.

### Финальные раунды
|  | Полуфиналы | Полуфиналы      | Полуфиналы      | Полуфиналы      | Полуфиналы      | Полуфиналы      | Полуфиналы      | Полуфиналы | Полуфиналы | Полуфиналы |   |                 | Финал           | Финал           | Финал           | Финал           | Финал           | Финал        | Финал        | Финал | Финал | Финал |
|  |            |                 |                 |                 |                 |                 |                 |            |            |            |   |                 |                 |                 |                 |                 |                 |              |              |       |       |       |
|  | 6          | Григор Димитров | Григор Димитров | Григор Димитров | Григор Димитров | Григор Димитров | Григор Димитров | 4          | 6          | 6          |   |                 |                 |                 |                 |                 |                 |              |              |       |       |       |
|  | 6          | Григор Димитров | Григор Димитров | Григор Димитров | Григор Димитров | Григор Димитров | Григор Димитров | 4          | 6          | 6          |   |                 |                 |                 |                 |                 |                 |              |              |       |       |       |
|  | 8          | Джек Сок        | Джек Сок        | Джек Сок        | Джек Сок        | Джек Сок        | Джек Сок        | 6          | 0          | 3          |   |                 |                 |                 |                 |                 |                 |              |              |       |       |       |
|  |            |                 |                 |                 |                 |                 |                 |            |            |            | 6 | Григор Димитров | Григор Димитров | Григор Димитров | Григор Димитров | Григор Димитров | Григор Димитров | 7            | 4            | 6     |       |       |
|  |            |                 |                 |                 |                 |                 |                 |            |            |            | 6 | Григор Димитров | Григор Димитров | Григор Димитров | Григор Димитров | Григор Димитров | Григор Димитров | 7            | 4            | 6     |       |       |
|  |            |                 |                 |                 |                 |                 |                 |            |            |            |   |                 | 7               | Давид Гоффен    | Давид Гоффен    | Давид Гоффен    | Давид Гоффен    | Давид Гоффен | Давид Гоффен | 5     | 6     | 3     |
|  | 2          | Роджер Федерер  | Роджер Федерер  | Роджер Федерер  | Роджер Федерер  | Роджер Федерер  | Роджер Федерер  | 6          | 3          | 4          |   |                 | 7               | Давид Гоффен    | Давид Гоффен    | Давид Гоффен    | Давид Гоффен    | Давид Гоффен | Давид Гоффен | 5     | 6     | 3     |
|  | 2          | Роджер Федерер  | Роджер Федерер  | Роджер Федерер  | Роджер Федерер  | Роджер Федерер  | Роджер Федерер  | 6          | 3          | 4          |   |                 |                 |                 |                 |                 |                 |              |              |       |       |       |
|  | 7          | Давид Гоффен    | Давид Гоффен    | Давид Гоффен    | Давид Гоффен    | Давид Гоффен    | Давид Гоффен    | 2          | 6          | 6          |   |                 |                 |                 |                 |                 |                 |              |              |       |       |       |
|  | 7          | Давид Гоффен    | Давид Гоффен    | Давид Гоффен    | Давид Гоффен    | Давид Гоффен    | Давид Гоффен    | 2          | 6          | 6          |   |                 |                 |                 |                 |                 |                 |              |              |       |       |       |
|  |            |                 |                 |                 |                 |                 |                 |            |            |            |   |                 |                 |                 |                 |                 |                 |              |              |       |       |       |

### Групповой раунд
Золотистым выделены игроки, занявшие первые два места в своих группах.

#### ГруппаПита Сампраса
| Посев | Теннисист                           | Надаль Карреньо Буста | Тим           | Димитров      | Гоффен              | Матчи   | Сеты    | Геймы       | Место |
| ----- | ----------------------------------- | --------------------- | ------------- | ------------- | ------------------- | ------- | ------- | ----------- | ----- |
| 1     | Рафаэль Надаль Пабло Карреньо Буста |                       | 3–6, 6–3, 4–6 | 1–6, 1–6      | (5)6–7, 7–6(4), 4–6 | 0-1 0-2 | 1-2 1-4 | 17–19 15–27 | X 4   |
| 4     | Доминик Тим                         | 6–3, 3–6, 6–4         |               | 3–6, 7–5, 5–7 | 4–6, 1–6            | 1-2     | 3-5     | 35–43       | 3     |
| 6     | Григор Димитров                     | 6–1, 6–1              | 6–3, 5–7, 7–5 |               | 6–0, 6–2            | 3-0     | 6-1     | 42–19       | 1     |
| 7     | Давид Гоффен                        | 7–6(5), (4)6–7, 6–4   | 6–4, 6–1      | 0–6, 2–6      |                     | 2-1     | 4-3     | 33–34       | 2     |

#### ГруппаБориса Беккера
| Посев | Теннисист        | Федерер          | Зверев           | Чилич            | Сок              | Матчи | Сеты | Геймы | Место |
| ----- | ---------------- | ---------------- | ---------------- | ---------------- | ---------------- | ----- | ---- | ----- | ----- |
| 2     | Роджер Федерер   |                  | 7–6(6), 5–7, 6–1 | (5)6–7, 6–4, 6–1 | 6–4, 7–6(4)      | 3-0   | 6-2  | 49–36 | 1     |
| 3     | Александр Зверев | (6)6–7, 7–5, 1–6 |                  | 6–4, 3–6, 6–4    | 4–6, 6–1, 4–6    | 1-2   | 4-5  | 43–45 | 3     |
| 5     | Марин Чилич      | 7–6(5), 4–6, 1–6 | 4–6, 6–3, 4–6    |                  | 7–5, 2–6, (4)6–7 | 0-3   | 3-6  | 41–51 | 4     |
| 8     | Джек Сок         | 4–6, (4)6–7      | 6–4, 1–6, 6–4    | 5–7, 6–2, 7–6(4) |                  | 1-2   | 3-5  | 31–44 | 2     |